# Adaptive Optik

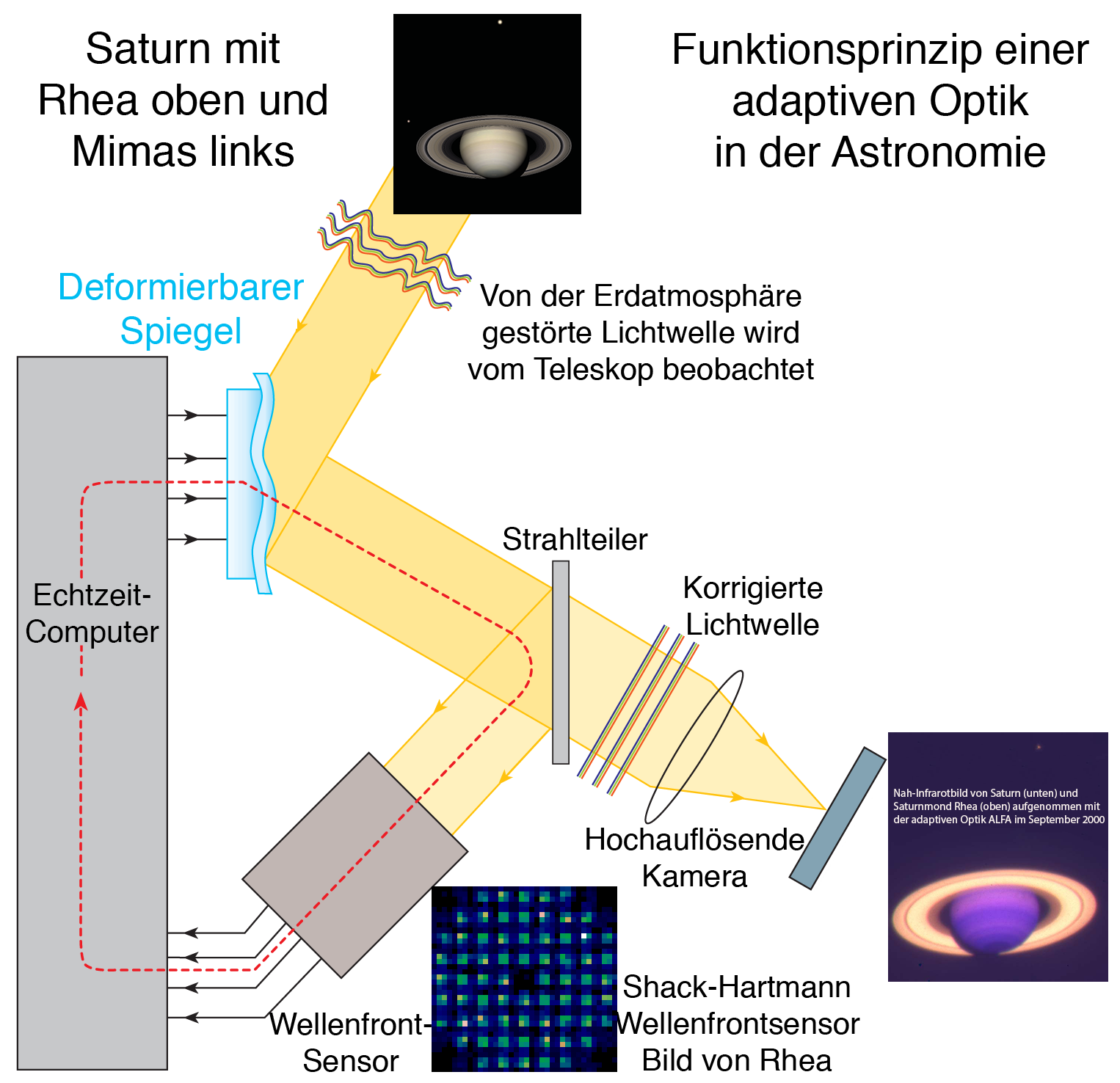
Funktionsprinzip einer adaptiven Optik in der Astronomie.

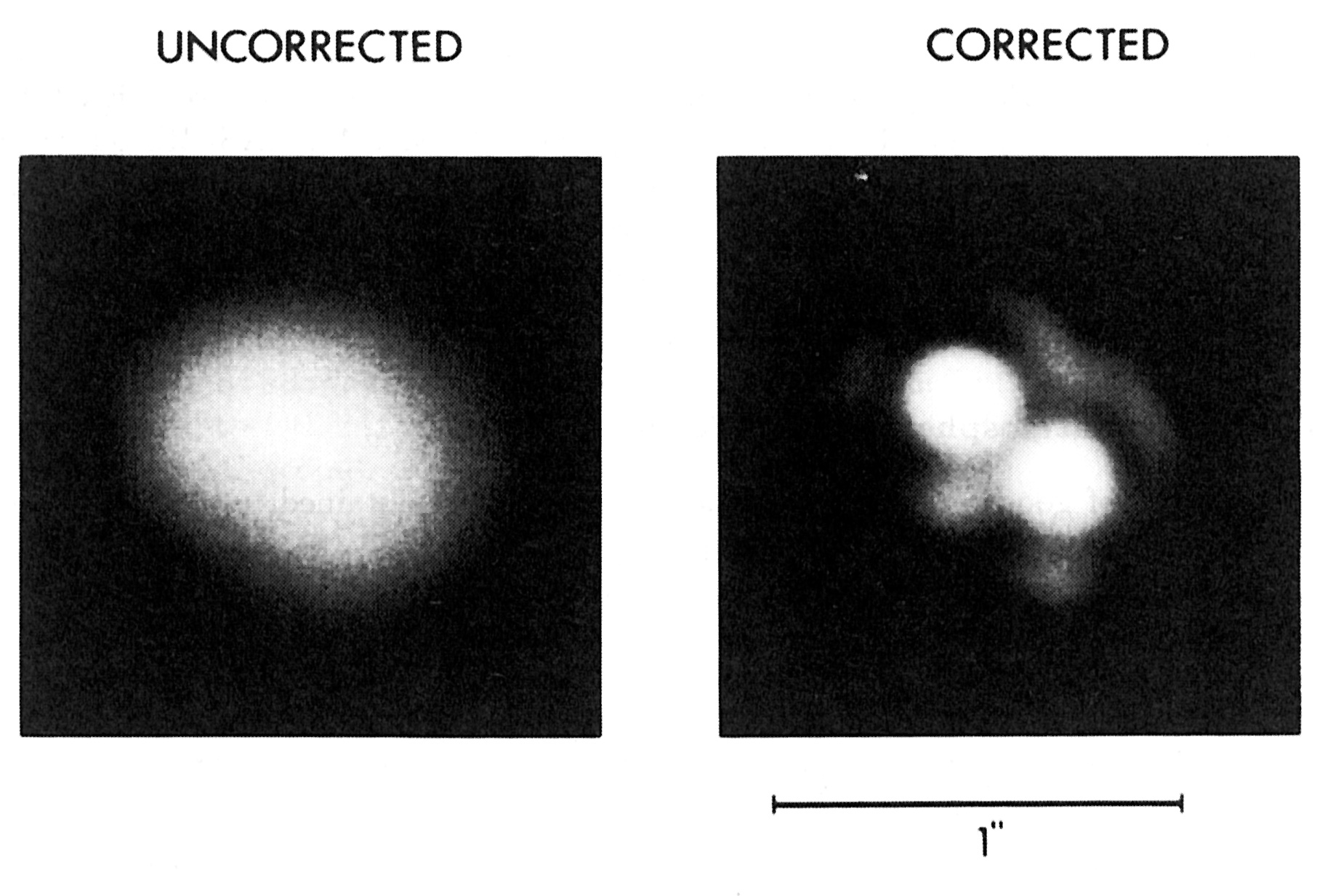
Beispielbild der Europäischen Südsternwarte, ohne (links) und mit Korrektur durch adaptive Optik.

Adaptive Optik (kurz AO) ist eine Technik, die die Qualität optischer Systeme dadurch verbessert, dass sie vorhandene Wellenfrontstörungen, verursacht z. B. durch Luftunruhe, bestmöglich reduziert bzw. kompensiert, in der Regel durch Bewegung oder Verformung von Spiegeln.
Die Technik der adaptiven Optik wurde in den 1970er Jahren im militärischen Bereich entwickelt und knappe zwanzig Jahre später in der erdgebundenen beobachtenden Astronomie erstmals im zivilen Bereich eingesetzt.

## Zur Technik der adaptiven Optik
Eine AO besteht in der Regel aus drei Komponenten. (1) Ein Wellenfrontsensor – beispielsweise ein Hartmann-Shack-Sensor – vermisst die optischen Störungen, (2) ein Steuerrechner (im Bild oben Echtzeitcomputer) berechnet daraus Korrektursignale mit denen sich (3) Korrekturelemente so ansteuern lassen, dass im Resultat korrigierte Wellenfronten erzeugt werden. Die drei Komponenten bilden einen Regelkreis (im Bild oben einen geschlossenen Regelkreis), der bei astronomischen Anwendungen typischerweise einige hundert Mal pro Sekunde durchlaufen wird.
Im einfachsten Fall kann als Korrekturelement ein 2-Achsen-Kippspiegel verwendet werden, mit dessen Hilfe die atmosphärisch bedingte Bildbewegung kompensiert werden kann. Die Bildbewegung kann in diesem Fall beispielsweise mit einem Position Sensitive Device gemessen werden.
Die Kompensation optischer Fehler höherer Ordnung, wie beispielsweise Astigmatismus, Koma usw., (siehe auch Zernike-Polynome) erfordert in der Regel Spiegel, deren reflektierende Oberfläche sich mit Hilfe von Aktuatoren verformen lässt, sogenannte deformierbare Spiegel. Adaptive Optiken mit Flüssigkristall-Korrekturelementen
(im englischen oft als liquid crystal spatial light modulators, LC SLM, bezeichnet; oder auch als liquid crystal on silicon, LCOS)
können Wellenfronten sowohl in Reflexion als auch in Transmission verändern.
Eine weitere Technik – die aktive Optik – wird eingesetzt, um Spiegelkrümmungen auszugleichen, die z. B. beim Schwenken des Teleskops entsteht. In der Astronomie unterscheiden sich die beiden Korrekturverfahren in der Geschwindigkeit der Regelung: bei aktiver Optik wird in der Größenordnung 1 Mal pro Sekunde geregelt, bei adaptiver Optik dagegen deutlich schneller, in der Größenordnung von 100 Mal pro Sekunde.

## Anwendung in Astronomie und Mikroskopie
Mit einer AO lassen sich beispielsweise die beim Durchgang von Sternlicht durch turbulente Schichten der Atmosphäre erzeugten Wellenfrontstörungen (genauer Phasenstörungen) kompensieren. Vermessen wird dabei ein Leitstern oder ein durch einen Laser erzeugter künstlicher Leitstern.
Ohne AO arbeiten alle erdgebundenen, astronomischen Großteleskope des optischen Bereichs weit unter ihren theoretischen Möglichkeiten. Dies bedeutet z. B. für ein Spiegelteleskop mit 10 m Öffnung, dass sein Auflösungsvermögen bzw. die Bildschärfe um einen Faktor 10–50 (je nach Wellenlänge) schlechter ist als von der Teleskop-Optik vorgegeben. Die Beschränkung der Bildqualität liegt somit nicht am Teleskop, sondern an den thermisch-optisch turbulenten Luftschichten.
Zur Korrektur dieser atmosphärischen Störungen (Seeing) werden große Teleskope mit AO ausgerüstet. Auch in Sonnenteleskopen wird diese Technik verwendet. AO spielt aber auch bei der Laser-Kommunikation oder der Laserstrahlführung durch die Atmosphäre oder in der militärischen Aufklärung eine bedeutende Rolle.
In den letzten Jahren wird der Einsatz dieser Verfahren für die Mikroskopie und in der Augenheilkunde vermehrt erforscht, um die Abbildungsfehler des menschlichen Auges zu kompensieren und entweder diagnostischen Verfahren eine bessere Auflösung zu ermöglichen, oder die menschliche Sehleistung zu verbessern.

## Anwendung bei Laserschneidanlagen
Ein weiteres Einsatzgebiet adaptiver Optiken sind Laserschneidanlagen mit Kohlendioxidlasern. Da die Strahlführung über verfahrbare Spiegel erfolgt und nicht über Glasfasern, ändert sich die Länge des Strahlenweges zwischen Laser und Werkstück je nach Position des Schneidkopfes. Um immer im Fokus zu bleiben, werden adaptive Optiken eingesetzt. Das sind beispielsweise hohle Kupferspiegel. Durch Anlegen eines Wasserdruckes kann die Oberfläche gekrümmt werden, wodurch die Fokuslage verschoben wird.

## Anwendung bei Hochleistungs-Lasern
Adaptive Optik wird bei Hochleistungs-Lasern eingesetzt um unter anderem optische Abbildungsfehler durch „erhitzte“ Optiken zu kompensieren.
Beispiele sind die PHELIX-Laseranlage, der Vulcan-Laser, die europäische Extreme Light Infrastructure, oder Laser die bei der Trägheits-Fusionsforschung (USA: National Ignition Facility, China: Joint Laboratory on High Power Laser and Physics) eingesetzt werden.